# Svartfläckig högstjärt

Svartfläckig högstjärt, Clostera anachoreta, är en fjärilsart som beskrevs av Michael Denis och Ignaz Schiffermüller 1775. Svartfläckig högstjärt ingår i släktet Clostera och familjen tandspinnare, Notodontidae. Enligt den svenska rödlistan är arten nära hotad, NT, i Sverige. Arten förekommer i Sverige sällsynt från Skåne till Ångermanland. Inga underarter finns listade i Catalogue of Life.

## Bildgalleri

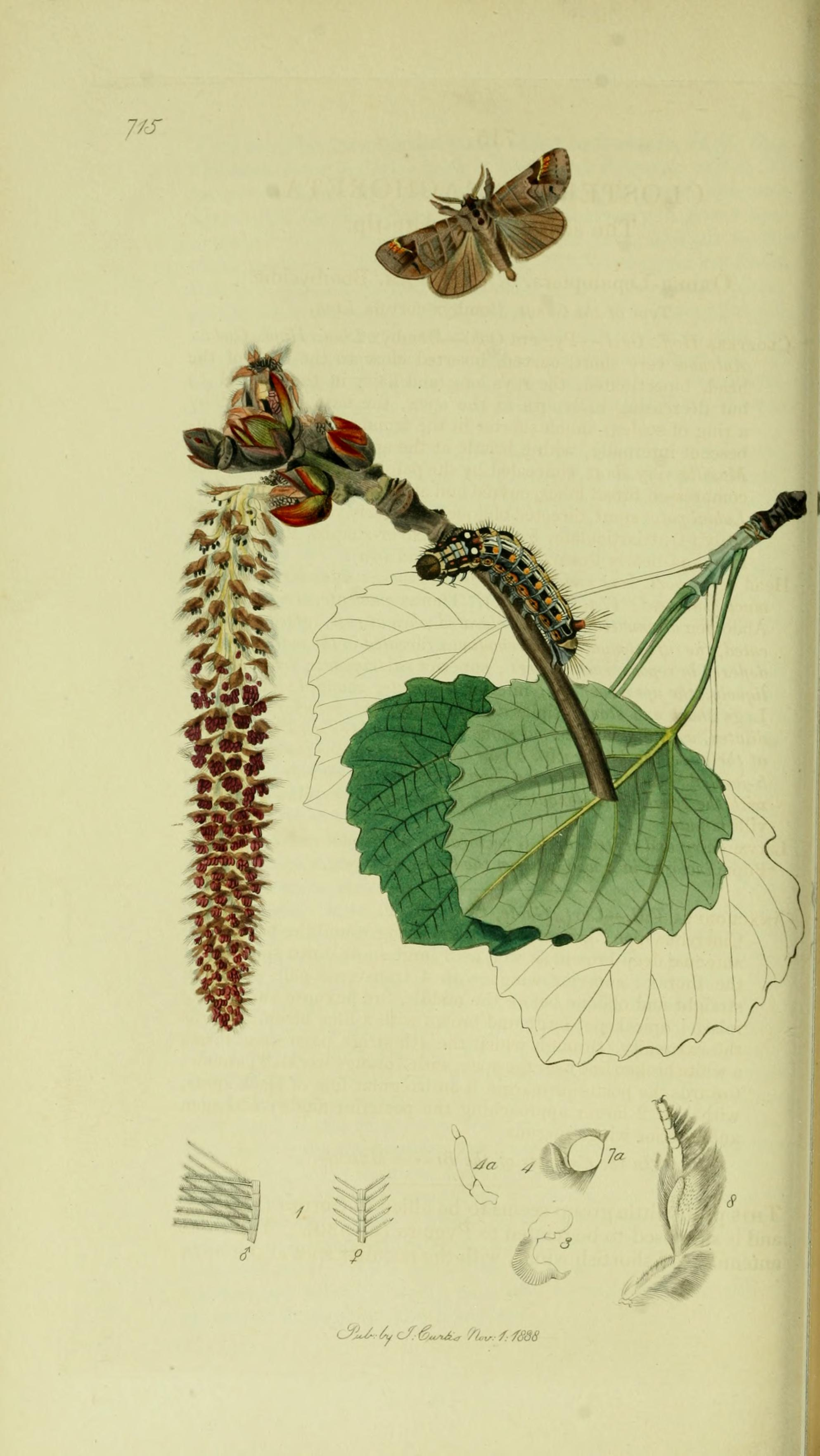
Plansch över fjärilens livscykel
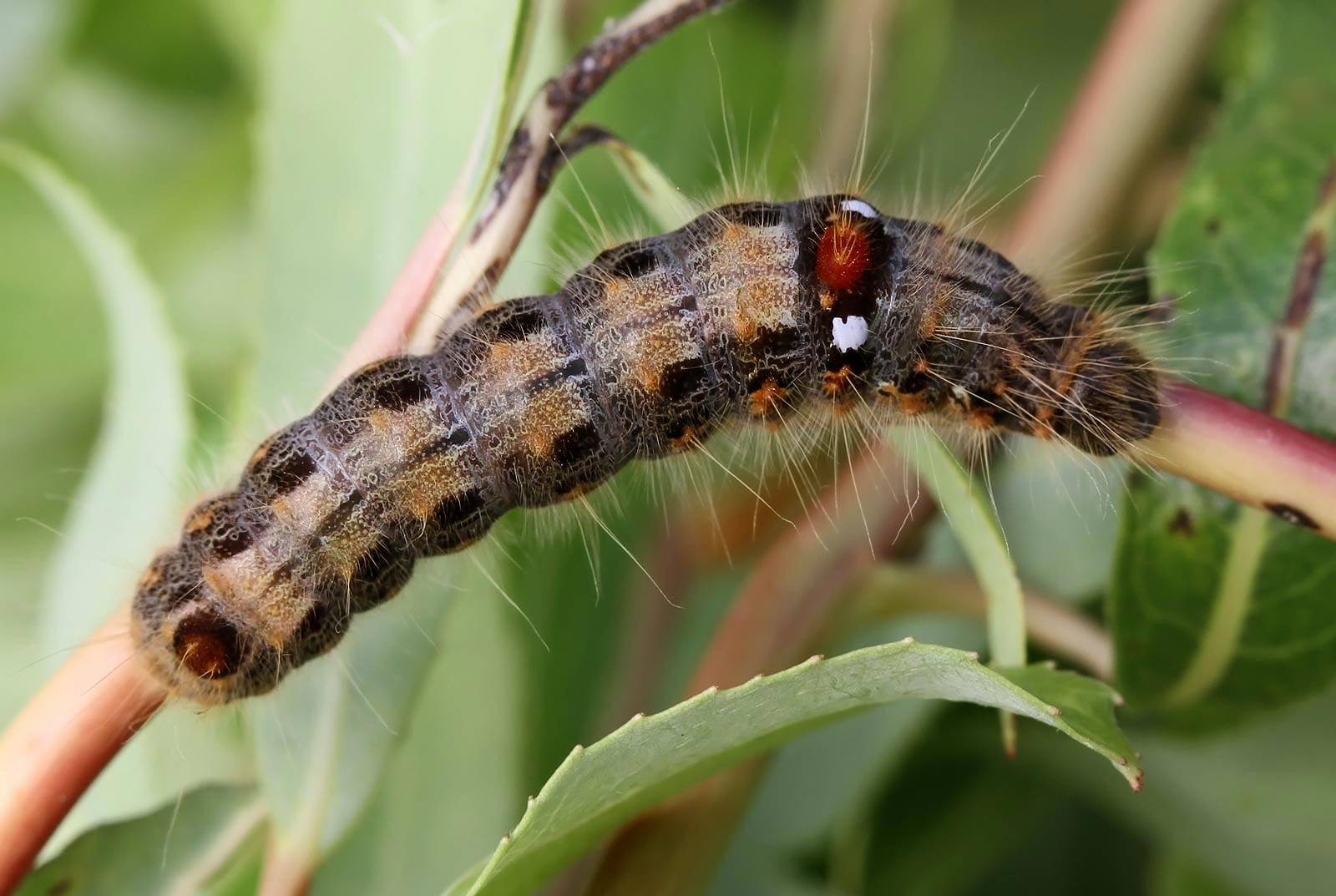
Fjärilens larv
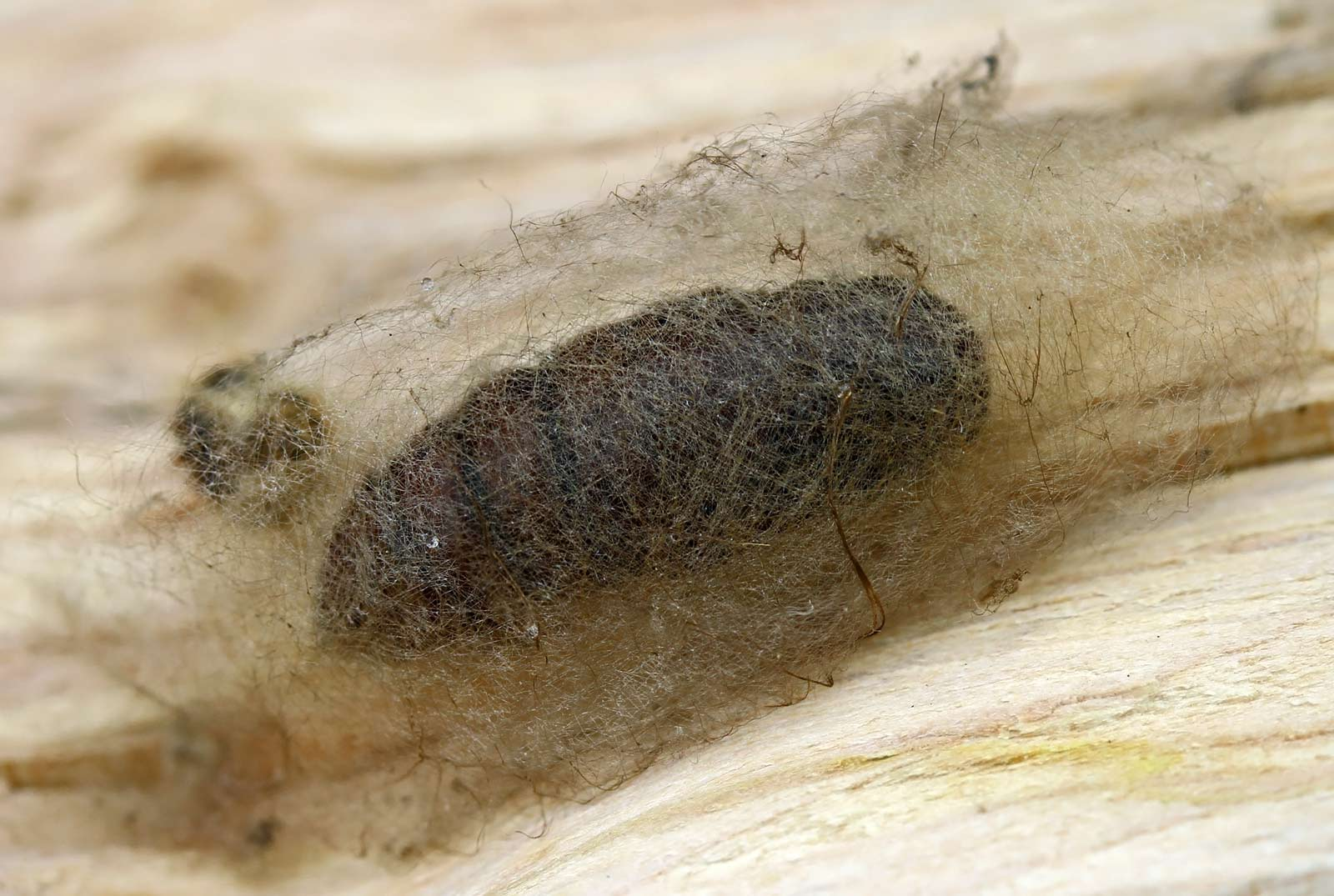
Fjärilens kokong
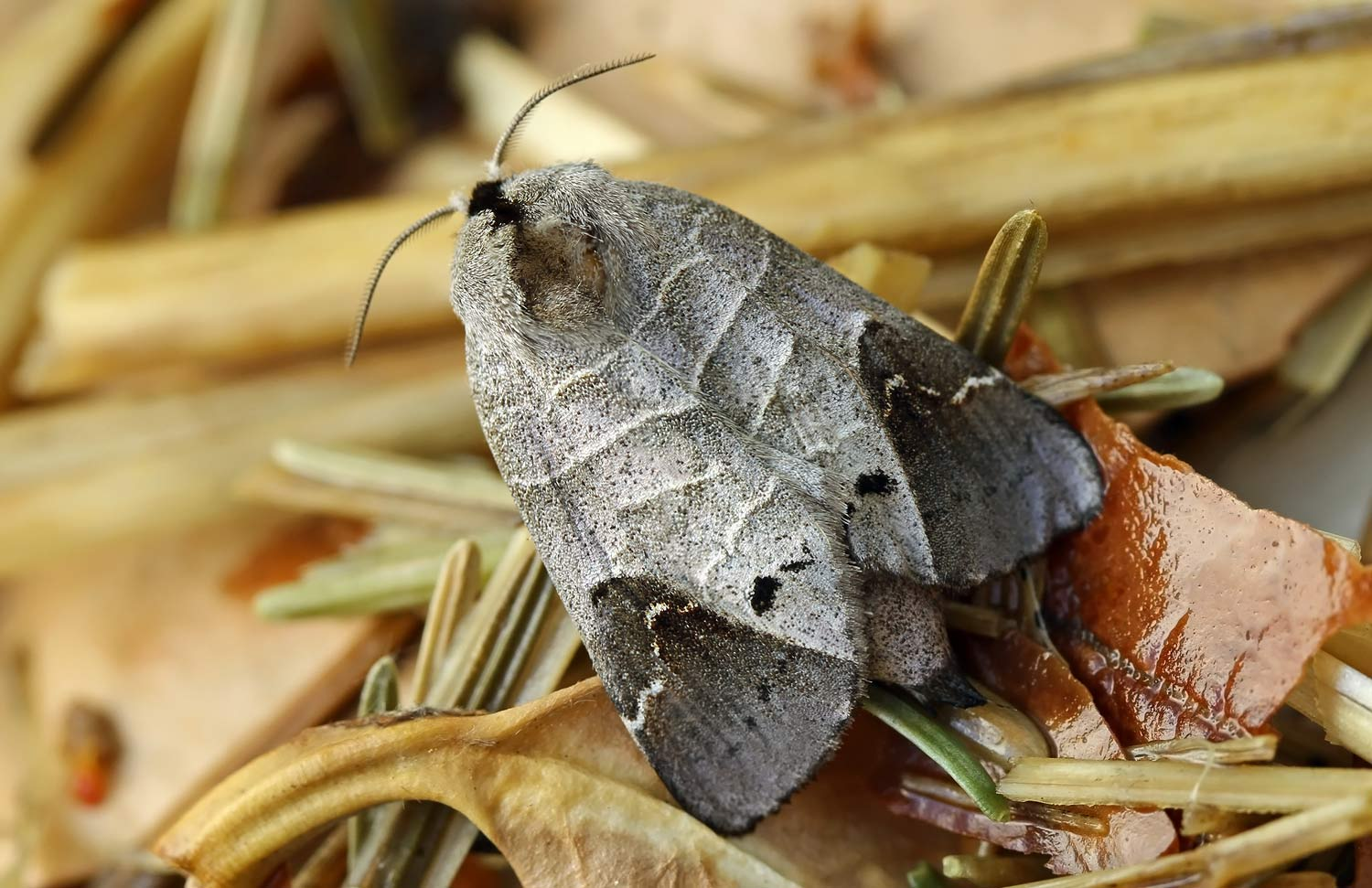
Imago fjäril
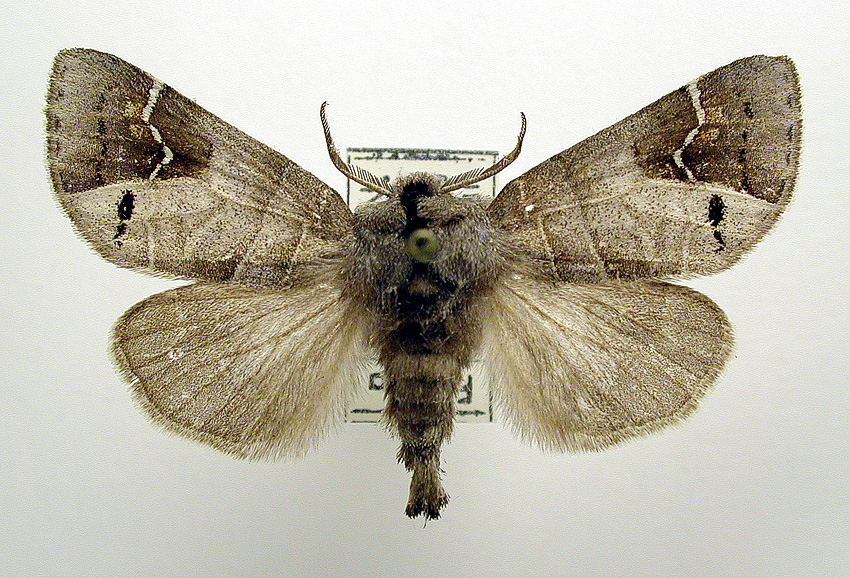
Preparerad (uppnålad) imago fjäril